# Paracheilinus nursalim
 Paracheilinus nursalim és una espècie de peix de la família dels làbrids i de l'ordre dels cipriniformes que es troba a l'oest de Nova Guinea.